# آدولف دویچ
آدولف دویچ (انگلیسی: Adolph Deutsch؛ ۲۰ اکتبر ۱۸۹۷ – ۱ ژانویهٔ ۱۹۸۰) یک آهنگساز، و رهبر ارکستر اهل انگلستان بود.
وی همچنین برنده جوایزی همچون جایزه اسکار بهترین موسیقی فیلم شده است.

## بخشی از فیلمشناسی
- ۱۹۳۷ گریک بزرگ
- ۱۹۴۱ شاهین مالت
- ۱۹۴۱ کارکنان
- ۱۹۴۱ زیرزمین
- ۱۹۴۸ کارهای ناشایست جولیا
- ۱۹۴۹ زنان کوچک
- ۱۹۵۰ پدر عروس
- ۱۹۵۰ خماری زیاد
- ۱۹۵۳ واگن دسته موزیک (در عنوان بندی نیامده)
- ۱۹۵۴ هفت عروس برای هفت برادر (در عنوان بندی نیامده)
- ۱۹۵۵ آهنگ منقطع (در عنوان بندی نیامده)
- ۱۹۵۹ بعضی‌ها داغشو دوست دارن (background score)
- ۱۹۶۰ آپارتمان